# Stadion Feijenoord
L'Stadion Feijenoord, sobreanomenat De Kuip és un estadi de futbol situat al sud-est de la ciutat portuària de Rotterdam en la província d'Holanda del Sud als Països Baixos. És la seu habitual del Feyenoord Rotterdam.

## Història
El projecte del nou estadi per al Feyenoord es realitza en els anys trenta, impulsat pel gran entusiasme popular i els primers èxits del club, que va sortir campió dels Països Baixos el 1924 i 1928. El llavors president del Feyenoord de Rotterdam, Leen Van Zandvliet encarrega el disseny de la nova construcció al prestigiós estudi d'arquitectes Brinkman & Van der Vlugt.
De forma el·líptica i construït en acer, vidre i el formigó (materials emblemàtics de l'arquitectura moderna), l'estadi té dos nivells de tribunes que oferixen una vista perfecta sobre el terreny de joc a la manera de l'estadi londinenc de Highbury i del Yankee Stadium. Aquesta construcció, per la seva avantguardista forma es va guanyar l'àlies de "De Kuip" (en català: La Banyera).

## Esdeveniments
Sobre la gespa del "De Kuip" de Rotterdam es van disputar diversos partits de l'Eurocopa 2000, entre ells la final en què França es va imposar a Itàlia i dues finals de la Lliga de Campions el 1972 i 1982.